# Carl-Großmann-Stift

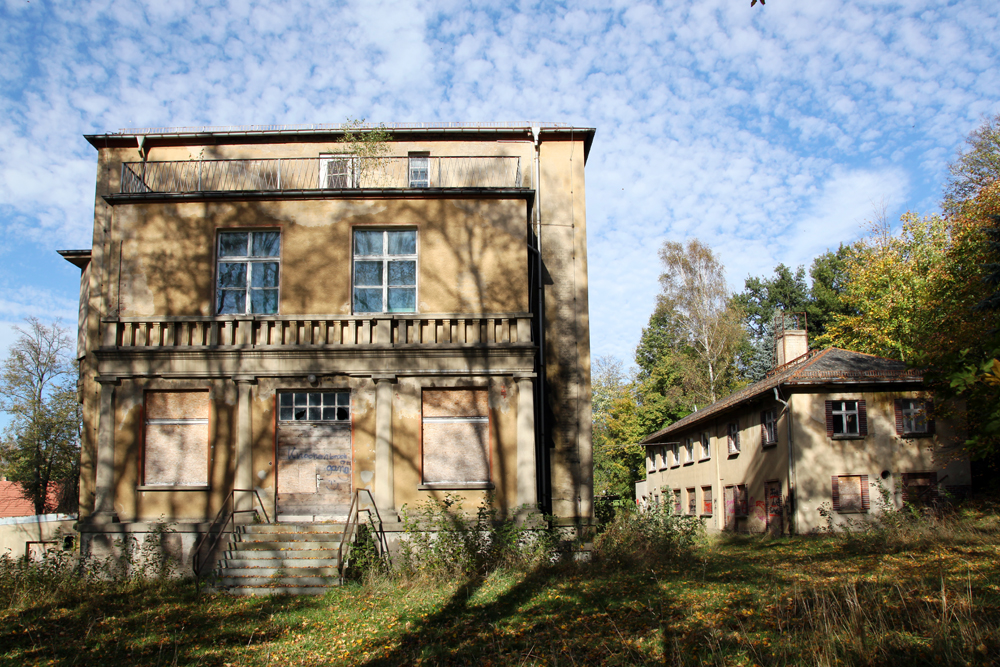
Carl-Großmann-Stift, Zustand 2014

Das Carl-Großmann-Stift, ab den 1960er Jahren als Frauenklinik des Kreises Bischofswerda dem Kreiskrankenhaus Bischofswerda zugeordnet, war ein ehemaliges Krankenhaus in der sächsischen Stadt Großröhrsdorf. Die 1894 eröffnete Einrichtung diente bis Ende der 1990er Jahre als Geburts- und Frauenklinik. 2019 wurde das Gebäude abgerissen.

## Geschichte

### Vorgeschichte
Carl Gottlob Großmann gründete 1849 das Unternehmen C.G. Großmann in Großröhrsdorf. Anfangs nur mit der Herstellung von Leinwänden beschäftigt, wurde die Fabrik in den folgenden Jahrzehnten zur Mechanischen Weberei C.G. Großmann ausgebaut und entwickelte sich zur größten Fabrik des Ortes. Die Unternehmerfamilie investierte außer in die Weberei auch in andere Bauvorhaben in Großröhrsdorf, zum Beispiel wurde 1887 eine neue Dampfbrauerei, das heutige Böhmisch Brauhaus Großröhrsdorf, mit Großmann’schen Geldern erbaut.

### Carl-Großmann-Stift

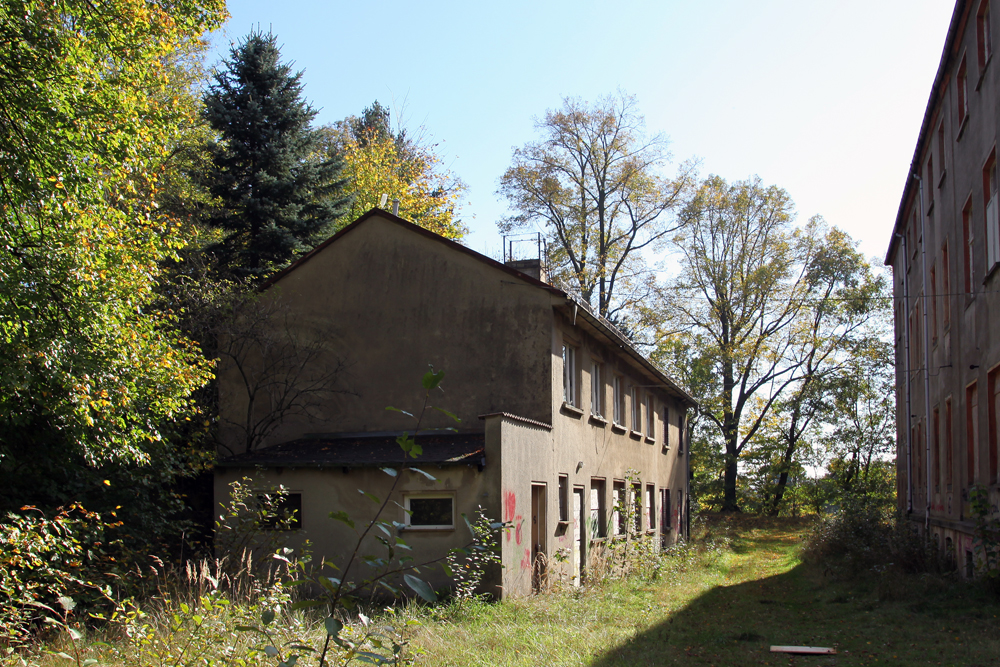
Laborgebäude 2014

In den Jahren 1892 und 1893 wurde mit einem Stiftungskapital von 50.000 Mark durch C. G. Großmann das Krankenhaus errichtet, das 1894 zu Ehren des Stifters als Carl-Großmann-Stift eingeweiht wurde. Bei der Eröffnung hatte die Klinik neun Krankenzimmer mit 17 Betten und galt als Meilenstein in der medizinischen Versorgung der Gegend. Erster leitender Oberarzt der Einrichtung wurde Eduard Linke (1858–1942). Er wurde 1914 durch den sächsischen König Friedrich August III. zum Sanitätsrat ernannt. Linke hatte die Stelle des Oberarztes bis zu seiner Pensionierung im Jahr 1936 inne.
Bereits in den ersten Jahrzehnten des 20. Jahrhunderts wurde die Klinik umfassend erweitert und ausgebaut. So wurde beispielsweise 1915 das Hauptgebäude ausgebaut, 1930 wurde ein neues Laborgebäude neben der Klinik errichtet. Auch nach dem Ende des Zweiten Weltkriegs wurde das Krankenhaus weiter aus- und umgebaut.

### Kreiskrankenhaus / Frauenklinik
Das Stift fungierte ab 1967 als Frauen- und Geburtsklinik für den 1952 entstandenen Kreis Bischofswerda, auch viele Kinder aus angrenzenden Orten des Kreises Dresden-Land wurden in Großröhrsdorf geboren. Bis in die 1980er Jahre stiegen die Geburtenzahlen ständig an. So waren es zum Beispiel 1974 694 Geburten, 1980 wurden 794 Kinder geboren, als Rekordjahr gilt 1984 mit 987 Neugeborenen. Im Jahr 1984 erfolgte die Zusammenlegung mit dem Bischofswerdaer Krankenhaus zum Kreiskrankenhaus Bischofswerda, Großröhrsdorf wurde weiterhin als Geburts- und Frauenklinik genutzt.

„Wer im Kreis Bischofswerda geboren wurde, der kam in Großröhrsdorf zur Welt.“

Nach der Wende 1989 war ein starker Geburtenrückgang in Großröhrsdorf zu verzeichnen, so lag die Zahl 1993 nur noch bei 266. In den 1990er Jahren wurde das Krankenhaus in Bischofswerda als Oberlausitz-Kliniken komplett neu errichtet, der Standort Großröhrsdorf wurde dadurch nicht mehr benötigt und im März 1998 geschlossen.

## Verbleib

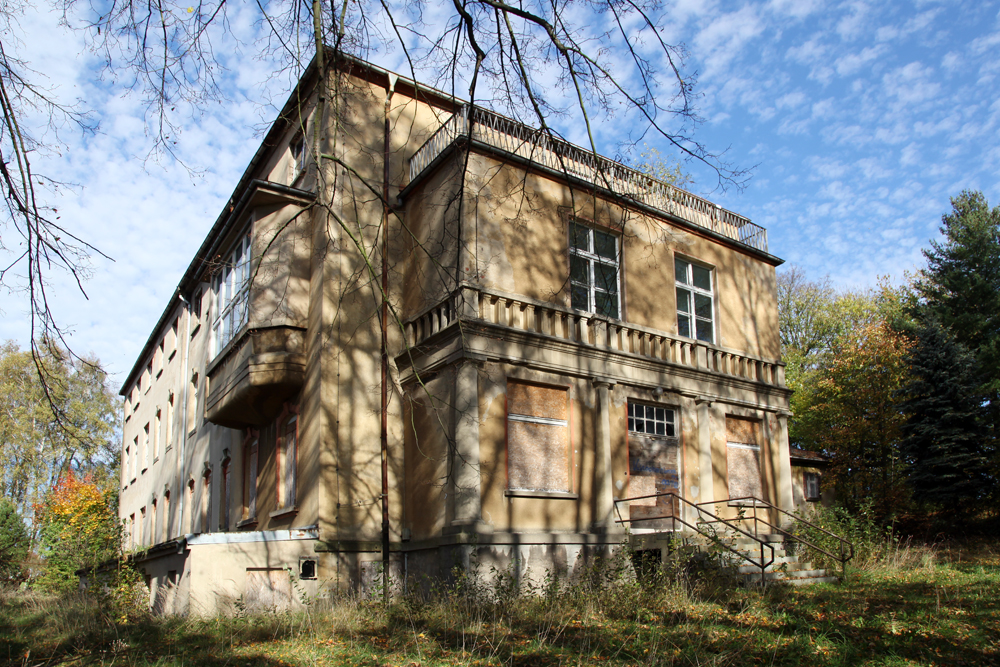
Klinikgebäude 2014

Nach der Schließung des Krankenhauses fand keine weitere Nutzung des Objekts statt. Die Gebäude wurden teilweise gegen Vandalismus verbarrikadiert und dem Verfall preisgegeben. Im Jahr 2009 wurde erstmals über den Abriss der Anlage beratschlagt. Die Gebäude blieben jedoch stehen. Als alternative Nutzung des Krankenhauses wurde die Umfunktionierung als Hospiz angedacht, dieses Vorhaben scheiterte jedoch aufgrund mangelnder Investoren und weil von sächsischer Regierungsseite der Einwand geäußert wurde, dass es im ländlichen Raum eher nur geringen Bedarf an einer solchen Einrichtung geben würde.
Im Jahr 2011 wurde durch das Gebäude- und Liegenschaftsamt des Landratsamtes Bautzen versucht, das Areal samt Bebauung zu verkaufen. Die Gebäude wurden im Angebot als sanierungsbedürftig beschrieben, potentielle Interessenten hätten ein Nutzungskonzept vorlegen und die Zustimmung zum Kauf durch den Kreistag Bautzen einholen müssen. Im September 2014 stimmte der Stadtrat von Großröhrsdorf in einer öffentlichen Sitzung dem Abriss der Gebäude und der anschließenden Revitalisierung der Grundstücksfläche zu. Im November 2019 wurde das Gebäude komplett abgerissen.